# Йосиф Сокольський
Архієпископ Йосиф Сокольський (в миру Іван Сокольський, болг. Йосиф Соколски; 1786, Нова Махала — 30 вересня 1879, Київ) ― болгарський греко-католицький архієпископ з 1861 року, до того — православний архімандрит (Константинопольського патріархату).

## Життєпис
Народився близько 1786 в православній родині в селі Нова Махала (нині частина міста Габрово, Болгарія), при хрещенні отримав ім'я Іван. Близько 1802 став послушником в Троянському монастирі, там же в 1806 році склав монаші обіти. У 1820-х роках відвідав Афон, звідки привіз збірник, в якому містилося житіє болгарського святого Онуфрія Габровского. 1 травня 1826 став ігуменом Калоферского чоловічого монастиря.
У 1832 році, вже бувши архімандритом, покинув Троянський монастир і заснував монастир в місцевості під назвою Сокола поряд з селом Етир (нині район міста Габрово). Місцеві жителі монастир стали назвати Сокольським, мабуть в цей же час Йосиф отримав своє прізвище. У 1840-х роках в тій же місцевості заснував і жіночий монастир. У 1836 році в Сокольському монастирі відкрив школу для хлопців, деякий час у цій школі викладав Неофіт Бозвелі.
З 1820-х років серед болгарської знаті і духовенства зростало прагнення до здобуття незалежності болгарських єпархій від Константинопольського Патріархату, до складу якого, як і всі православні піддані Османської імперії, вони належали. Водночас серед болгар Константинополя, як альтернатива до підпорядкування патріарху, виник рух за унію з Католицькою церквою, лідерами якого були Драґан Цанков і доктор Георгій Мірковіч.
Сокольський став прихильником ідеї унії, і в листопаді 1860 переїхав до Константинополя, де 18 грудня 1860 увійшов до складу болгарської делегації, що прямувала до Папи Пія IX з проханням про створення Болгарської греко-католицької церкви та встановлення для неї ієрархії.
15 березня 1861 разом з дияконом Рафаїлом Поповим, Драганом Цанковим і Георгієм Мірковічем вирушив до Італії; 26 березня делегацію прийняв у Римі Папа Римський. 2 квітня 1861 в Сикстинській капелі відбулося висвячення Йосифа Сокольського на єпископа і призначення апостольським вікарієм для болгарських греко-католиків.
Російська влада, боячись у результаті унії втратити вплив на болгарські церковні кола, розробила план викрадення Сокольського. План викрадення, розроблений російським послом князем Лобановим-Ростовським, був здійснений Найденом Геровим і Петко Славейковим, які заманили Сокольського на російський пароплав «Ельбрус», що вирушив 6 червня 1861 до Одеси.
Після прибуття до Одеси, був доправлений до Києва і поміщений у Києво-Печерській лаврі, де проживав аж до кінця життя.
Після повстання 1863 року в землях колишньої Речі Посполитої з Холмської греко-католицької єпархії прогнали майже всіх греко-католицьких священників. З дозволу імператора Олександра II Йосиф Сокольський кілька разів відвідав Холм, де висвятив загалом 72 греко-католицьких священники.
Подавав прохання про дозвіл повернутися до Болгарії, останнє з яких датується 1878 р., але завжди отримував відмову.
Помер 30 вересня 1879 р. в Києві.